# Col des Charbonniers
Le col des Charbonniers fut pendant des siècles le seul lieu de passage pour les charbonniers vosgiens de la vallée du même nom qui transportaient leur charbon de bois vers les forges d’Oberbruck et de Masevaux en Alsace. Il est aujourd’hui uniquement fréquenté par les touristes randonneurs sur la crête méridionale du massif des Vosges entre le Ballon d’Alsace et le Stiftkopf en passant par la Haute Bers. Il n’y a pas de route asphaltée qui enjambe la ligne de faîte entre la voie historique du col de Bussang au nord et la route plus récente du col du Ballon d’Alsace, route départementale 465, à l’ouest.

## Géographie

### Topographie

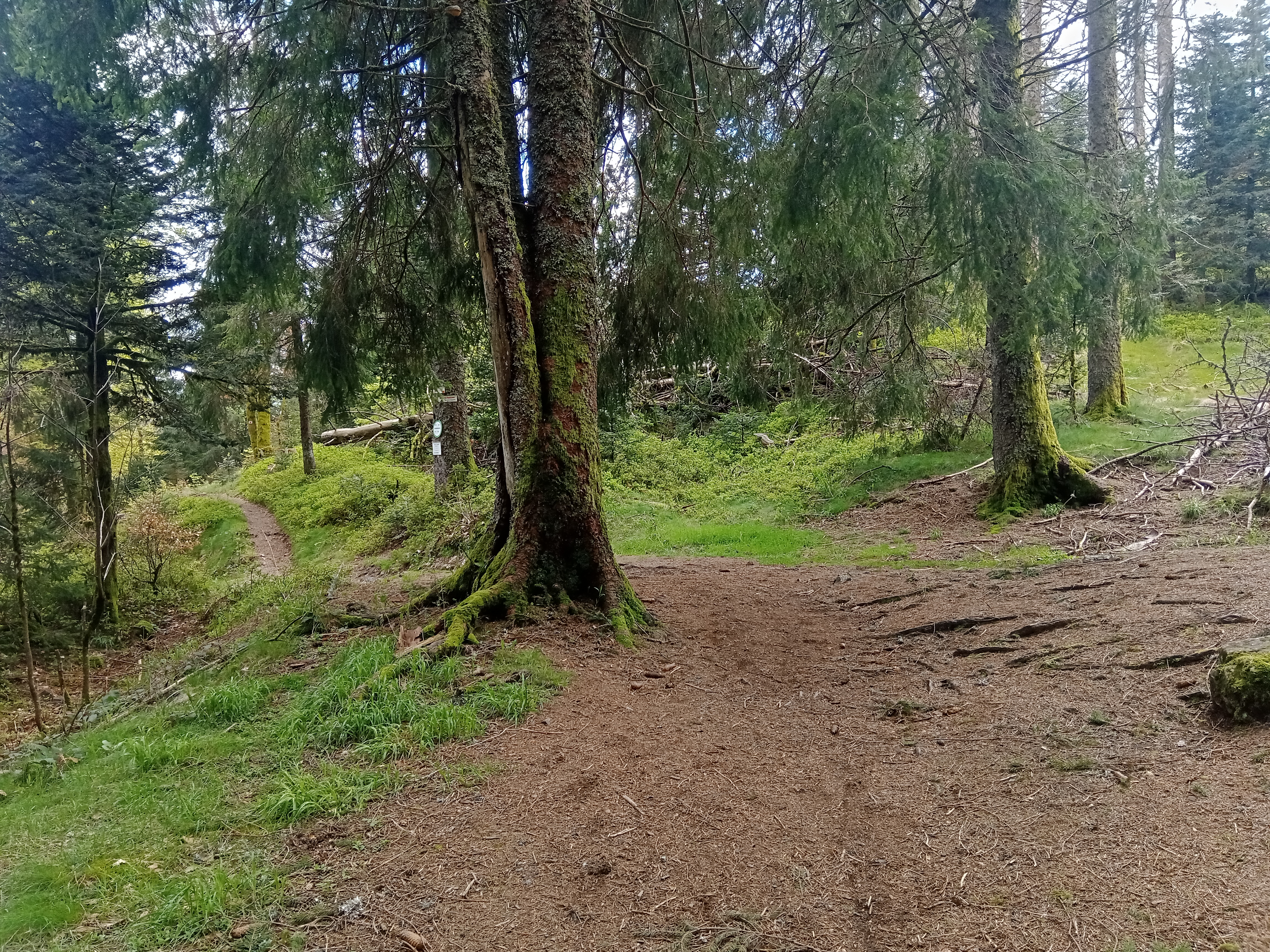
Le GR 5 au niveau du col.

Le col des Charbonniers (1 105 m) n’est pas le point le moins élevé de la ligne de crête à cet endroit dans le massif du Gresson. Les deux prochains sommets culminent de quelques mètres de plus à 1 122 m et 1 138 m. Mais il conduit côté alsacien vers un replat d’une altitude moyenne de 1 070 m qui fut pratique pour la descente des chariots chargés de charbon de bois. La pente y est provisoirement moins abrupte qu’à d’autres endroits à l’est et à l’ouest du col où les zones de fractures sont plus nombreuses. La descente continue par la chaume de Gresson et longe le massif vers Oberbruck. Côté lorrain, il s’agit d’une vallée en cul-de-sac d’environ 5 km dont la ligne de crête au sud et à l’est sert de verrou. La communication naturelle est orientée vers le nord-ouest en direction de la commune principale, Saint-Maurice-sur-Moselle, dont la vallée entière et l’écart « Les Charbonniers » sont une annexe.
La route départementale 90 relie Saint-Maurice-sur-Moselle à l’écart « Les Charbonniers », puis quitte le vallon pour rejoindre la chaume du Rouge-Gazon entre la Tête du Rouge-Gazon et la Tête des Perches par le massif des Bluets. De la chaume, on peut emprunter la route forestière du Rouge Gazon qui longe la crête en contrebas. Au niveau de la Goutte du Gresson, un chemin forestier, puis un sentier monte au col des Charbonniers. On peut aussi rejoindre le col en empruntant la même route forestière en sens inverse, en partant directement de l’écart Les Charbonniers en passant par la Petite Chaume.

### Hydrographie
Le cours d’eau s’appelle le « ruisseau des Charbonniers » et il est alimenté par de nombreuses gouttes en amont : 
- la Goutte Verrière ;
- la Goutte du Gresson ;
- la Goutte des Cuvottes ;
- la Goutte de l’Envers (au pied du col) ;
- la Goutte Valentin ;
- la Goutte du Grand Girpot ;
- la Goutte de Morteville ;
- la Goutte des Fondeurs ;
- la Goutte Prossenet ;
- la Grande Goutte ;
- la Goutte du Rieux.

En raison de son encaissement dans le massif, la vallée se caractérise par la pluviométrie annuelle la plus élevée des Vosges, notamment au Ballon d’Alsace, qui dépasse les 2 000 mm de précipitations par an pour une altitude modeste de 1 247 m.

### Milieu naturel
Le massif de Saint-Maurice et Bussang où sont situés les cols des Charbonniers et de Bussang est un site Natura 2000 de type B sur la façade lorraine dont le niveau de conservation est noté comme bon pour l’habitat forestier dominant et excellent pour l’évaluation globale des forêts de pentes et éboulis.

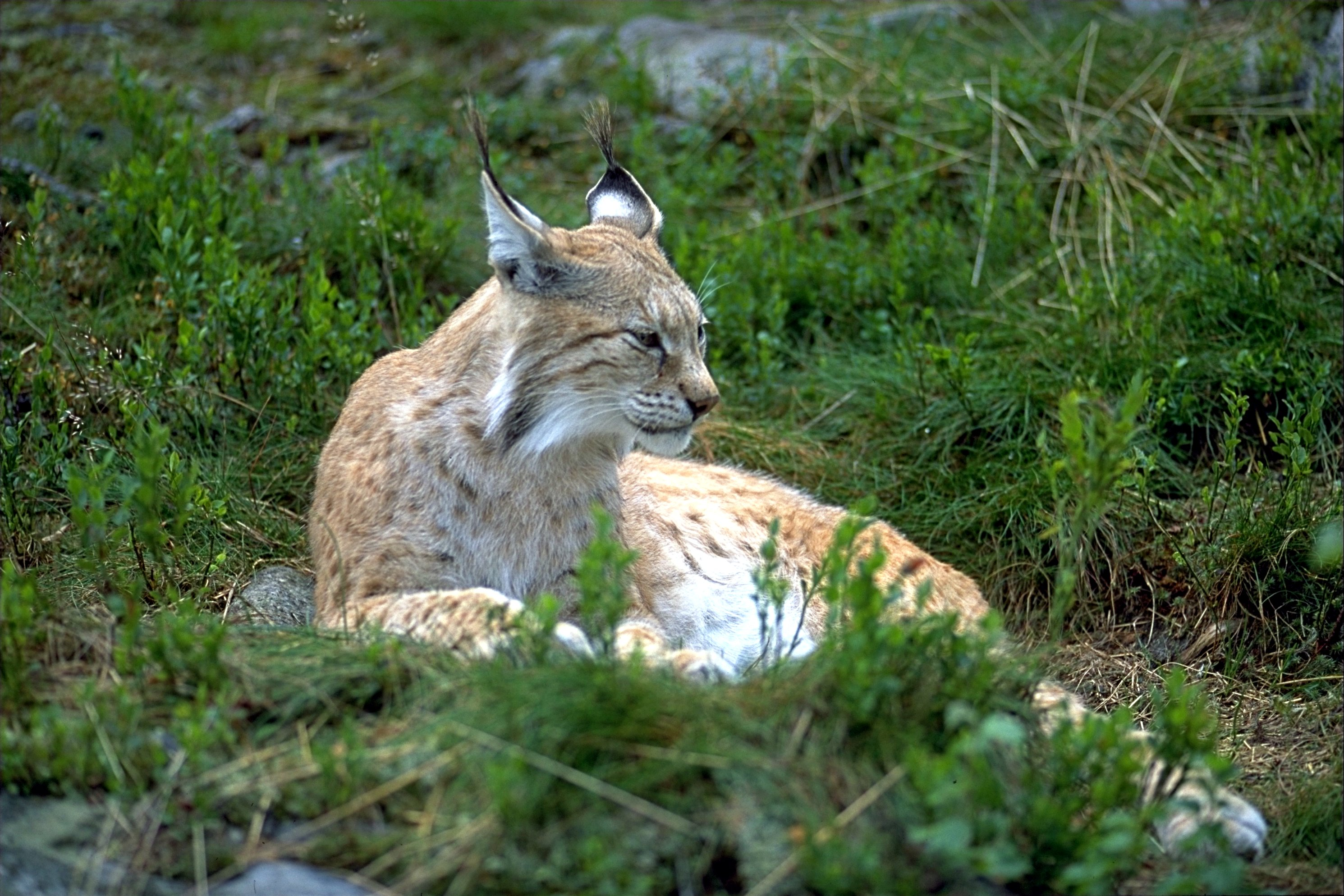
Présence du lynx dans les Vosges méridionales

Les informations écologiques de la fiche du site font apparaître que le secteur se situe à 84 % en forêt mixte dans les hêtraies à luzule, ou encore hêtraies du Luzulo-Fagetum, no 9110 de la Directive « l’habitat-faune-flore » de l’Inventaire national du patrimoine naturel. En raison de l’altitude du col des Charbonniers, cette hêtraie à luzule est fortement associée au sapin blanc et à l'épicéa commun typiques des régions de moyenne montagne de l’est de la France. Il n’y a plus aujourd’hui de pelouses subalpines utilisées pour l’estive directement au niveau du col. La « Petite Chaume » en contrebas du col et les vestiges d’un gazon à la Tête des Charbonniers illustrent la reconquête par la forêt des anciennes chaumes d’origine anthropique.

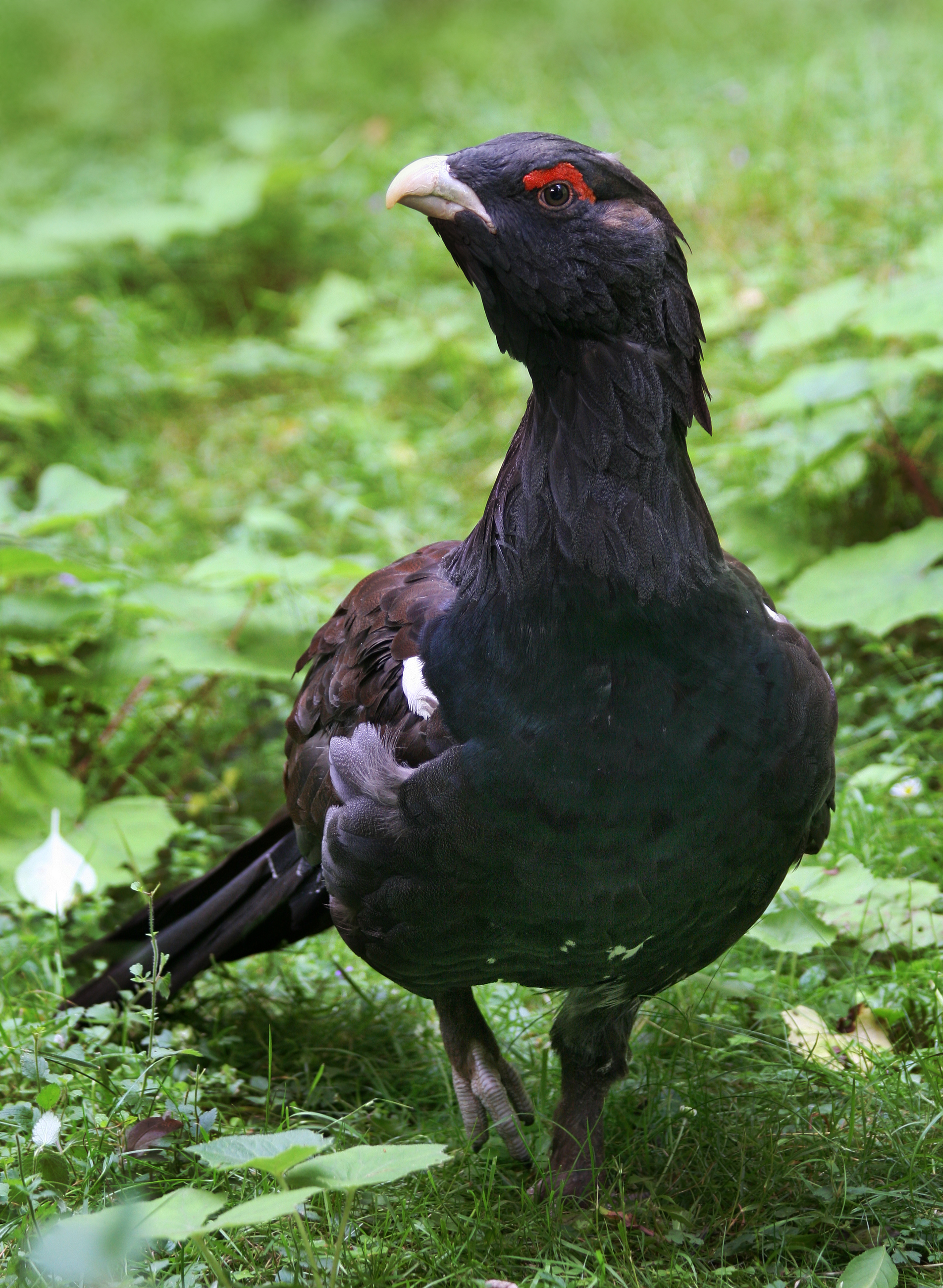
Grand Tétras

Situé à l’extrémité méridionale des Vosges, le col des Charbonniers clôt donc, côté lorrain, un espace montagneux composé de petits vallons encaissés (nommés localement basses ou gouttes) et de versants forestiers sur un socle granitique. Traditionnellement, mais aussi en raison des difficultés d’exploitation, l’exploitation de la forêt se fait en futaie jardinée . On y a constaté la présence occasionnelle du lynx .
Côté alsacien, le col des Charbonniers ouvre sur le site Natura 2000 désigné « Vosges du Sud »  également situé dans l’habitat global des hêtraies du Luzulo-Fagetum, majoritairement hêtraies-sapinières ou hêtraies d’altitude. Le col mène à la chaume du Gresson qui est toujours en activité et qui rappelle les pratiques agropastorales séculaires des pâtres alsaciens des Vosges du Sud, y compris sur le versant lorrain. Les landes issues de cette tradition d’estive recouvrent les crêtes du Gresson et de Haute Bers, mais on a aussi des prairies d’estive plus basses en altitude dans le massif du Baerenbach juste en dessous du col des Charbonniers. Le site « Vosges du Sud » est inscrit à l’inventaire des zones importantes pour la conservation des oiseaux (ZICO), notamment pour le grand tétras et la gélinotte des bois . Parmi les autres espèces animales, on y trouve aussi le lynx, le castor ou le chamois. Le col des Charbonniers surplombe les lacs des Grand et Petit Neuweiher, traces tangibles des dernières glaciations dans les Vosges, notamment celle de Würm. Ce sont des biotopes intéressants qui comportent de nombreuses espèces végétales et animales protégées en Europe. Par ailleurs, tout le massif de Saint-Maurice-Bussang et les Vosges du Sud, côté alsacien, font partie du parc naturel régional des Ballons des Vosges.

## Histoire

### Origine du col

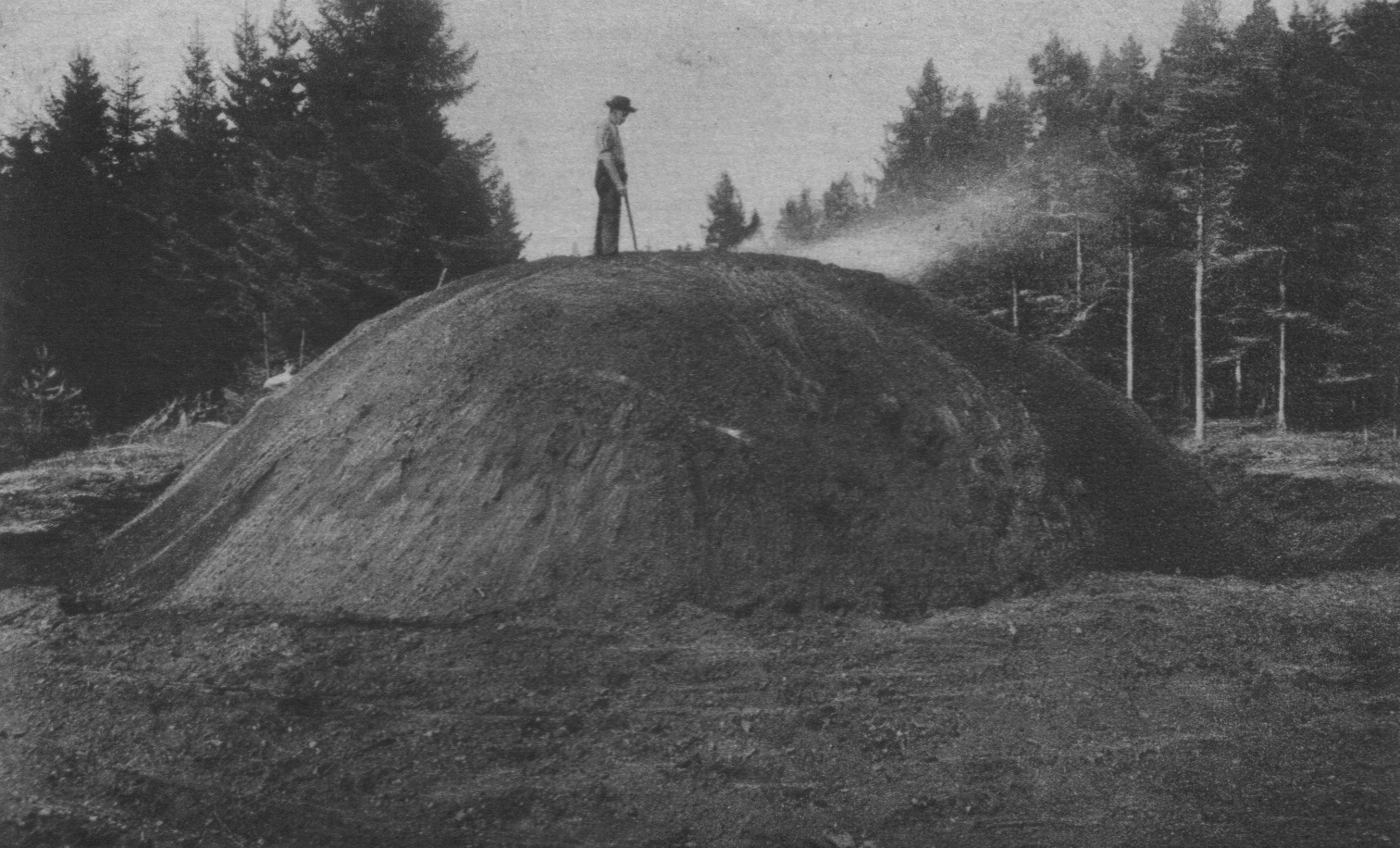
Meule de charbonnier

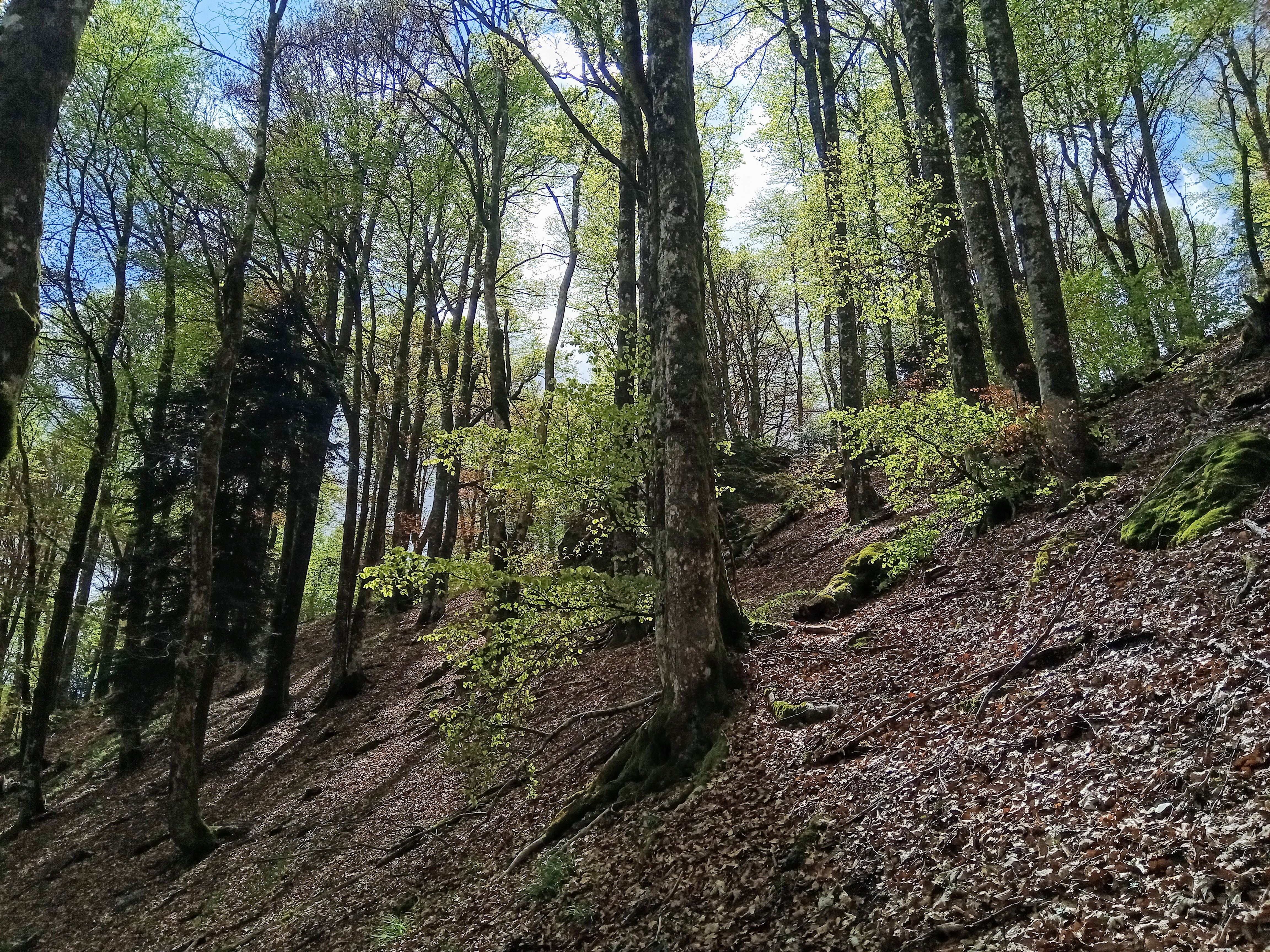
Forêt à la tête des Charbonniers.

La simple observation suffit pour remarquer que le cours d’eau, la vallée, le sommet au fond du cul-de-sac, le col et l’écart portent tous le terme évocateur des « charbonniers » dont l’organisation spatiale du travail a laissé une empreinte durable sur le paysage. Comme dans d’autres régions minières et métallurgistes d’Europe centrale au Moyen Âge, la forêt, souvent vierge, était au service exclusif des mines autour desquelles les cités des mineurs et charbonniers donnaient naissance aux agglomérations qui existent encore aujourd’hui. Le phénomène n’est pas spécifique à la vallée des Charbonniers, mais il montre, en revanche, l’étendue de la province minière germanique des pays slaves à la France de l’est : des colons germanophones vivaient et travaillaient dans des régions qui dépendaient du Saint-Empire romain germanique, mais ne parlaient pas forcément l’allemand. L’ouvrage de Deffontaines sur les mineurs et charbonniers de Slovaquie montre comment sont nées les premiers établissements humains à partir des villages des charbonniers fournissant le combustible tiré des forêts pour les fourneaux et les forges. Il explique, en effet, que les mineurs attirent les agriculteurs qui nourrissent la population ouvrière : « L’association hêtre et minerai fit la prospérité de la Slovaquie jusqu’au XVIIIe siècle ». C’est exactement ce qui s’est produit à l’extrémité occidentale de la province minière germanique, dans la vallée de la Haute Moselle.
Au XVIe siècle, l’activité minière démarre, en effet, dans la vallée de la Haute-Moselle du Thillot à Bussang. La seule fonderie pour tout le ban de Ramonchamp se trouve à mi-chemin entre les eux, à Saint-Maurice-sur-Moselle. Les ducs de Lorraine octroient des franchises et privilèges à tous ceux qui veulent venir s’installer et travailler dans et autour des mines ou des fonderies situées dans une région très boisée et peu peuplée. Comme les Vosges forment l’extrémité occidentale de la grande province minière germanique, les peuples spécialisés dans les mines, la forge et les charbonnières sont au Moyen Âge les Saxons, les Tyroliens et les Suédois. On les retrouve également dans le massif jumeau des Vosges, la Forêt-Noire. Ce sont des Suédois qui s’installent majoritairement dans un vallon perpendiculaire à la vallée de la Moselle qui est encore inhabité, voire inhospitalier. L’activité industrielle et artisanale des charbonniers cohabite avec celle des verriers et des bûcherons qui se partagent les forêts. Il s’agit d’une population itinérante cosmopolite qui n’est pas en très bons rapports avec les censitaires et les familles sédentaires qui habitent la commune principale. Dans certains secteurs comme ceux de Fresse, Bussang ou le Thillot, les groupes de travailleurs allogènes se sont progressivement intégrés à la population locale dont il faut savoir qu’elle ne parle toujours pas la même langue, ni ne possède la même religion. Les Vosgiens sont romanophones et catholiques.
En revanche, bien que les mineurs et charbonniers ne soient pas toujours intégrés à la population locale, il existait une unité corporative sur tout le massif des Vosges méridionales leur permettant de bouger d’une mine à une autre sans rencontrer le moindre problème de communication, de technique de travail ou d’assimilation au nouvel environnement. Comme la référence technique provenait des mêmes centres miniers de Saxe (Freiberg) ou du Tyrol (Schwaz), les ouvriers des sites vosgiens utilisaient les mêmes unités de mesure, les mêmes outils, la même langue allemande pour le vocabulaire spécialisé et la même hiérarchie. Une seule communauté préféra vivre selon ses coutumes d’origine sachant que les lieux où ils habitaient leur donnaient la possibilité matérielle de s’isoler et de vivre en vase clos. La conséquence fut que tous les autochtones associaient cette vallée aux charbonniers comme si les lieux n’avaient jamais porté de nom avant le XVIe siècle.
Sous l’Ancien Régime, on ne s’intéressait pas vraiment aux groupes marginaux qui vivaient au fond des bois ; on était même enclin à les laisser en paix tant qu’ils fournissaient le précieux matériau de chauffage si difficile à fabriquer. Il existe effectivement peu d’informations dans les archives sur cette population avant la Révolution française. La communauté nordique des charbonniers qui s’est approprié, au moins dans les esprits, un petit vallon, désert forestier à l’écart de tout, a conservé sa langue, ses coutumes pendant presque deux siècles. Tout changea avec le sens nouveau du territoire national propre à la Révolution. Le premier préfet des Vosges, le Genevois Henri-Zacharie Desgouttes, souhaita faire le point sur le département qu’on venait de lui confier et rédigea un Tableau statistique des Vosges qui fut édité plus tard en 1894. Le préfet demanda qu’on lui expliquât de quel droit cette vallée ne suivait pas les lois de la République comme partout sur le territoire national. À défaut de présenter un quelconque titre prouvant que les occupants de la vallée en était les héritiers de droit ancien, le sous-préfet de Remiremont fut enjoint par son supérieur de faire respecter la loi partout sur « le terrain qui est national » . Ce furent les agents forestiers qui eurent à gérer les conflits sanglants avec la communauté charbonnière quand on remit en cause sa vie en autarcie dès 1800. Paradoxalement, ce passé germanique pourtant si proche est oublié, la population allogène s’est intégrée plus vite qu’on aurait pu le penser. Les patronymes ont été romanisés et il faut parcourir les ouvrages anciens et les archives pour découvrir le passé peu banal de cette vallée du XVIe siècle au XVIIIe siècle.

### L’intérêt commercial du col pour les charbonniers
À l’origine, au XVIe siècle, la vallée de la Moselle est une voie de transit entre la Lorraine et l’Alsace. Mais le col ancestral est celui de Bussang, il mène vers l’est et la vallée de la Thur. Quand les débouchés offerts par les forges et fonderies lorraines locales, à l’origine de l’installation des charbonniers dans la vallée voisine, s’amoindrissent de plus en plus, la réaction des charbonniers peut être décrite en termes contemporains par une recherche de diversification de leurs activités pour éviter la faillite. Le charbon de bois sera transporté beaucoup plus loin vers les hautes vallées alsaciennes juste de l’autre côté de la crête, mais aussi vers la manufacture royale de Bains-les-Bains en Lorraine.
Le nom des gouttes citées plus haut illustrent les activités majeures de la vallée qui forme un replat à 600 m d’altitude en moyenne : on y fabriquait certes du charbon de bois, mais aussi de la soude, de la potasse et du verre. Dans cette vallée comme ailleurs, en Europe centrale, les charbonniers et autres artisans ont transformé le paysage pour réaliser des chemins d’accès et de charroi. Ils créèrent eux-mêmes les chemins vers la façade alsacienne, dont le col des Charbonniers et le col du Stalon. Pour relier les deux parties extrêmes de leur vallée en contrebas des crêtes, les charbonniers ont aménagé un sentier qui fait la jonction entre le col du Stalon et le col des Charbonniers en contournant le Ballon d’Alsace dont la route ne sera réalisée qu’un siècle et demi plus tard. Ce chemin-sentier existe encore aujourd’hui sous la forme de sentier de grande randonnée, GR7 ou GR59.
L’analyse faite par Ph. Braunstein sur de nombreuses régions minières et métallurgistes comparables en Europe s’applique exactement à la vallée des Charbonniers concernant son installation et sa lente disparation : « Les sites de minières et de forges révèlent un paysage industriel organisé d'abord sur la base d'un déterminisme géographique, puis modulé en fonction de l'organisation du territoire par le peuplement, les pouvoirs, les voies de communication et l'ouverture sur le marché́, affecté enfin par les répercussions directes ou indirectes de la conjoncture, qu'il s'agisse de la Peste noire ou d'autres épidémies, ou de la guerre ».

### Col frontière

#### Frontières politiques
Bien que le col des Charbonniers n’ait jamais été une route publique appartenant à un réseau ducal, royal ou républicain, il n’en demeure pas moins vrai qu’il est situé aujourd’hui sur la limite départementale entre les Vosges et le Haut-Rhin et qu’à ce titre, il fut à maintes reprises un passage ou une « frontière verte » sans douane ou représentation officielle entre les États ou sous-états suivants à partir du XVIe siècle : 
- Duché de Lorraine – Autriche antérieure (tous les deux dans le Saint-Empire romain germanique). Avec la création du Landgraviat de Haute-Alsace, le col des Charbonniers sert de porte d’entrée dans le Sundgau, puis l’Autriche antérieure aux mains des Habsbourg[N 1]. L’Autriche, en la personne de l’archiduc d’Autriche, arrive ainsi aux portes des cols vosgiens méridionaux. Côté vosgien, on entre dans les terres ducales de Lorraine et le temporel de l’Insigne Chapitre de Remiremont. Ce statut de limite territoriale disparaît en 1766 quand la Lorraine ducale est annexée à la France[27].
- France – Empire allemand. Un siècle plus tard, le col redevient frontière d’État entre la France et l’Empire allemand nouvellement créé en 1871[28]. En 1918, il ne sépare plus que deux départements. Pendant la Seconde Guerre mondiale, le IIIe Reich ne se contente pas d’occuper l’Alsace-Lorraine, mais la réintègre dans le Reich[29].

Depuis la fin de la Seconde Guerre mondiale, le col des Charbonniers n’est plus une frontière verte entre deux États.

#### Limites diocésaines
Au spirituel, le col des Charbonniers servit de limite pendant des siècles comme toute la crête sommitale entre deux très anciens et vastes diocèses qu’il ne faut pas confondre avec les principautés épiscopales impériales: celui de Toul dépendant de la province ecclésiastique ou archidiocèse de Trèves et celui de Bâle. 
En ce sens, il est comparable aux autres cols des crêtes vosgiennes comme notamment le col de Bussang voisin. 

#### Frontière linguistique

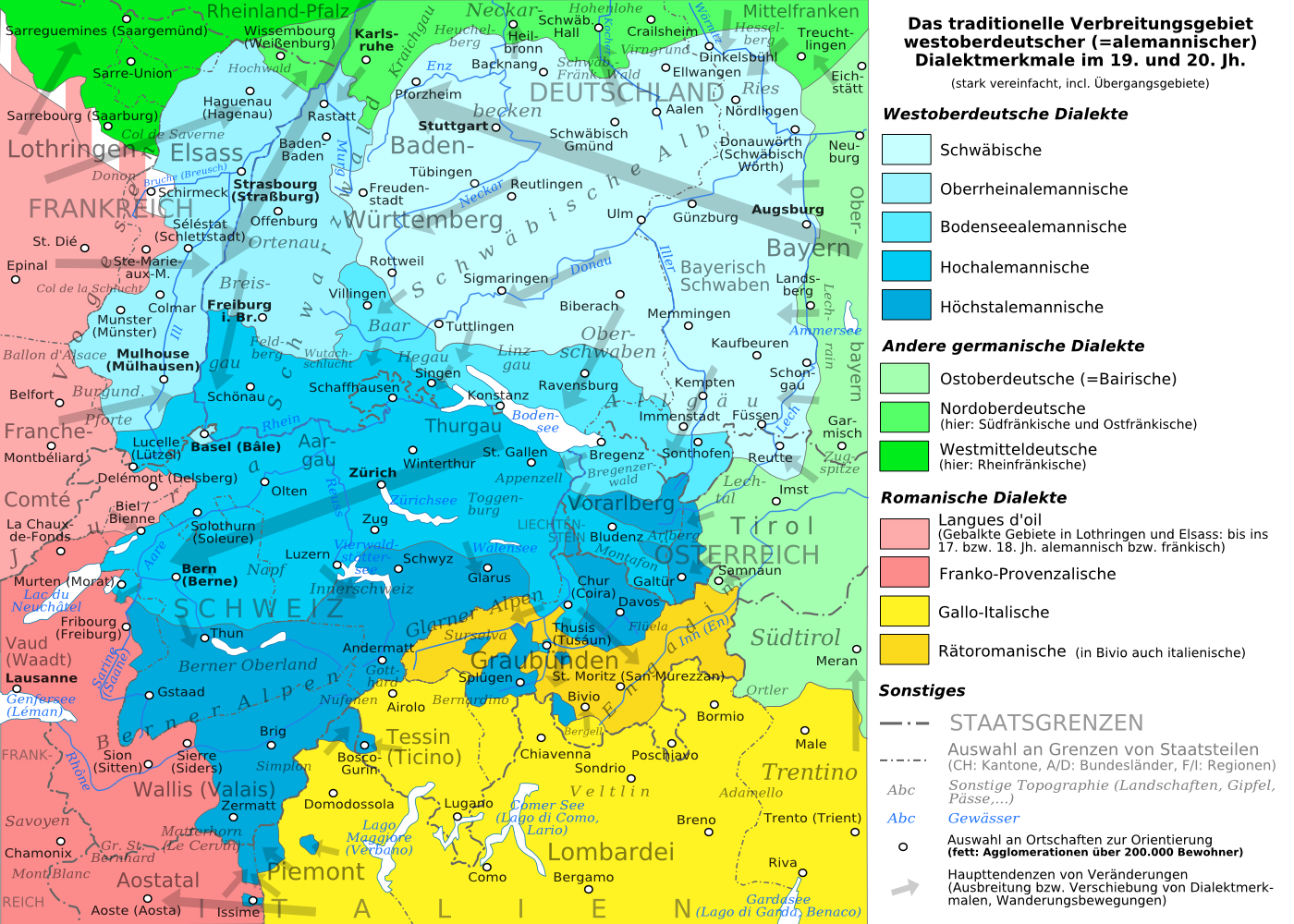

Le col des Charbonniers correspond aussi à la frontière linguistique entre la Germania et la Romania. Il sépare le bas-alémanique du sud, points d’enquête no 176 et no 177, respectivement à Rimbach-près-Masevaux et Sewen et le vosgien des Vosges méridionales étudiées par Oscar Bloch, notamment avec son atlas linguistique de cette région.